# Аурел Цикляну
Аурел Цикляну (рум. Aurel Țicleanu, нар. 20 січня 1959, Теліуку-Інферіор) — румунський футболіст, що грав на позиції півзахисника. По завершенні ігрової кар'єри — тренер.
Виступав, зокрема, за «Університатю» (Крайова), з якою став дворазовим чемпіоном Румунії та чотириразовим володарем Кубка Румунії, а також національну збірну Румунії, у складі якої був учасником чемпіонату Європи 1984 року.

## Клубна кар'єра
Вихованець клубу «Металургістул» з містечка Саду. 1976 року Цикляну потрапив до клубу «Університатя» (Крайова) і 25 травня 1977 року дебютував за першу команду у грі чемпіонату проти «Корвінула» (0:1). Всього провів у команді дев'ять сезонів, взявши участь у 232 матчах чемпіонату. Більшість часу, проведеного у складі «Університаті», був основним гравцем команди і став дворазовим чемпіоном Румунії та чотириразовим володарем Кубка Румунії. Окрім того він дійшов з клубом до півфіналу Кубка УЄФА у сезоні 1982/83, де команда вибула лише через правило виїзного голу від лісабонської «Бенфіки» (1:1, 0:0).
1985 року Цикляну перейшов у столичний «Спортул Студенцеск» і відіграв за бухарестську команду наступні чотири сезони своєї ігрової кар'єри. Граючи у складі «Спортула» також здебільшого виходив на поле в основному складі команди і у сезоні 1985/86 став з командою віце-чемпіоном Румунії, що є найкращим результатом клубу в історії.
Завершив ігрову кар'єру у кіпрській команді «Олімпіакос» (Нікосія), за яку виступав протягом 1989—1991 років.

## Виступи за збірну
29 серпня 1979 року дебютував в офіційних матчах у складі національної збірної Румунії в товариській грі проти Польщі (0:3).
У складі збірної був учасником чемпіонату Європи 1984 року у Франції. На турнірі він зіграв у матчах проти Іспанії (1:1) та ФРН (1:2), в обох випадках заміняючи Маріна Драгню у другому таймі, а його збірна не подолала груповий етап.
Загалом протягом кар'єри у національній команді, яка тривала 8 років, провів у її формі 44 матчі, забивши 2 голи.

## Кар'єра тренера
Розпочав тренерську кар'єру відразу ж по завершенні кар'єри гравця, 1991 року, очоливши тренерський штаб клубу УТА (Арад) з другого дивізіону.
Влітку 1992 року став головним тренером вищолігової команди «Оцелул» і тренував команду з Галаца два сезони. Надалі тренував румунські команди «Університатя» (Крайова), «Рокар» (Бухарест), кіпрський «Евагорас Пафос» та молодіжну збірну Румунії.
У 1997 році Цикляну був спортивним директором «Брашова», перш ніж у цьому ж році став головним тренером «Рокара» (Бухарест), який грав у другому дивізіоні. Через кілька місяців його звільнили з «Рокара» і він поїхав до Марокко, де тренував МАС (Фес). 
У 1999 році Аурел повернувся до Румунії і працював помічником Костіке Штефенеску в «Астрі» (Плоєшті), після чого Цикляну 2000 року недовго знову тренував «Оцелул», а у сезоні 2001/02 очолював «Тракторул» (Брашов) з другого дивізіону.
2002 року Цикляну знову відправився за кордон, де очолював марокканські МАС (Фес) та «Хассані» (Агадір), албанські клуби «Партизані», «Динамо» (Тирана) та «Люшня», а також кувейтські команди «Аль-Сахель» (Кувейт) та «Аль-Джахра».
У сезоні 2010/11 двічі очолював «Університатю» (Крайова), але команда виступала вкрай невдало і за підсумками того сезону вилетіла з вищого дивізіону і була відсторонена від змагань.
5 липня 2011 року Цикляну очолив саудівський клуб «Охуд» з Медіни, але був звільнений у середині грудня 2011 року, незабаром після чого румунський спеціаліст підписав контракт з кувейтським клубом «Ат-Тадамун».
На початку 2013 року Цикляну разом із однодумцями займався створенням нового клубу «КС Університатя» (Крайова), а у квітні 2013 року вирішив прийняти запрошення клубу другого румунського дивізіону «Корона» (Брашов) і за підсумками сезону 2012/13 вивів клуб до Ліги І, але контракт з Аурелем не був продовжений у червні 2013 року. Натомість 19 серпня 2013 року Цикляну очолив іншу команду міста з першого дивізіону, «Брашов», однак через розбіжності з керівництвом клубу був звільнений 23 вересня 2013 року після трьох ігор.
Згодом протягом 2014—2016 років Цикляну був керівником скаутського відділу Федерації футболу Румунії, а у червні 2016 року обійняв посаду головного тренера клубу «Катар СК», змінивши Себастьяна Лазароні. Наприкінці року він покинув клуб. 
У лютому 2018 року він став наступником Соріна Колчага на посаді тренера юнацької збірної Румунії U-17, головним тренером якої Аурел Цикляну був до 2019 року.

## Титули і досягнення

### Як гравця
- Чемпіон Румунії (2):

«Університатя» (Крайова): 1979/80, 1980/81
- Володар Кубка Румунії (4):

«Університатя» (Крайова): 1976/77, 1977/78, 1980/81, 1982/83

### Як тренера
- Володар Кубка Албанії (1):

«Динамо» (Тирана): 2003/04